# Olimpia Elbląg
Maillots
Le Olimpia Elbląg est un club polonais de football basé à Elbląg.

## Principaux joueurs
- Bartosz Białkowski
- Adam Fedoruk
- Jānis Intenbergs
- Grzegorz Szamotulski
- Piotr Trafarski

## Principaux entraîneurs
- Wojciech Łazarek